# لوند (نيفادا)
لوند (بالإنجليزية: Lund)‏ هو مكان مخصص للإحصاء في مقاطعة وايت باين في ولاية نيفادا في الولايات المتحدة الأمريكية. وسميت على القس أنطون هنريك لوند.  استقر لوند بالمنطقة في عام 1898 على أرض أعطتها حكومة الولايات المتحدة لكنيسة يسوع المسيح لقديسي الأيام الأخيرة (المورمون) بدلا من الأرض التي صودرت بموجب قانون إدموندز تاكر. وكان المستوطنون الأوائل من المورمون،  ولا تزال هذه الكنيسة تملك جناحا في لوند. بلغ عدد سكان لوند 282 نسمة حسب تعداد عام 2010. 

## التركيبة السكانية
حدّد مكتب تعداد الولايات المتحدة بيانات التركيبة السكانية للوند في تعداد الولايات المتحدة. في ما يلي، التركيبة السكانية حسب تعدادي 2000 و2010.

### تعداد عام 2010
بلغ عدد سكان لوند 282 نسمة بحسب تعداد عام 2010، وبلغ عدد الأسر 103 أسرة وعدد العائلات 82 عائلة مقيمة في المنطقة السكنية. في حين سجلت الكثافة السكانية 64.1 نسمة لكل كيلومتر مربع (166.0/ميل2). وبلغ عدد الوحدات السكنية 115 وحدة بمتوسط كثافة قدره 26.1 لكل كيلومتر مربع (67.6/ميل2).
وتوزع التركيب العرقي للمنطقة السكنية بنسبة 94.68% من البيض و2.13% من الأمريكيين الأصليين و0.35% من الأمريكيين ذوي الأصول الآسيوية و0.71% من الأعراق الأخرى و2.13% من عرقين مختلطين أو أكثر و3.19% من الهسبانيون أو اللاتينيون من أي عرق.
بلغ عدد الأسر 103 أسرة كانت نسبة 35% منها لديها أطفال تحت سن الثامنة عشر تعيش معهم، وبلغت نسبة الأزواج القاطنين مع بعضهم البعض 70.9% من أصل المجموع الكلي للأسر، ونسبة 5.8% من الأسر كان لديها معيلات من الإناث دون وجود شريك، بينما كانت نسبة 2.9% من الأسر لديها معيلون من الذكور دون وجود شريكة وكانت نسبة 20.4% من غير العائلات. تألفت نسبة 17.5% من أصل جميع الأسر من عدة أفراد يعيشون في نفس المنزل ونسبة 10.7% كانت تتألف من شخص يعيش بمفرده يبلغ من العمر 65 عاماً أو أكثر. وبلغ متوسط حجم الأسرة المعيشية 2.74، أما متوسط حجم العائلات فبلغ 3.01.
بلغ العمر الوسطي للسكان 39.0 عاماً. وكانت نسبة 26.6% من القاطنين تحت سن الثامنة عشر، وكانت نسبة 7.1% بين الثامنة عشر والرابعة والعشرين عاماً، ونسبة 22.7% كانت واقعةً في الفئة العمرية ما بين الخامسة والعشرين والرابعة والأربعين عاماً، ونسبة 26.2% كانت ما بين الخامسة والأربعين والرابعة والستين، ونسبة 17.4% كانت ضمن فئة الخامسة والستين عاماً فما فوق. وتوزع التركيب الجنسي للسكان بنسبة 52.5% ذكور و47.5% إناث.

## المناخ
يظهر الجدول التالي التغييرات المناخية على مدار السنة للوند:
| البيانات المناخية لـلوند                    | البيانات المناخية لـلوند | البيانات المناخية لـلوند | البيانات المناخية لـلوند | البيانات المناخية لـلوند | البيانات المناخية لـلوند | البيانات المناخية لـلوند | البيانات المناخية لـلوند | البيانات المناخية لـلوند | البيانات المناخية لـلوند | البيانات المناخية لـلوند | البيانات المناخية لـلوند | البيانات المناخية لـلوند | البيانات المناخية لـلوند |
| الشهر                                       | يناير                    | فبراير                   | مارس                     | أبريل                    | مايو                     | يونيو                    | يوليو                    | أغسطس                    | سبتمبر                   | أكتوبر                   | نوفمبر                   | ديسمبر                   | المعدل السنوي            |
| ------------------------------------------- | ------------------------ | ------------------------ | ------------------------ | ------------------------ | ------------------------ | ------------------------ | ------------------------ | ------------------------ | ------------------------ | ------------------------ | ------------------------ | ------------------------ | ------------------------ |
| الدرجة القصوى °ف (°م)                       | 68 (20)                  | 75 (24)                  | 81 (27)                  | 83 (28)                  | 94 (34)                  | 99 (37)                  | 104 (40)                 | 101 (38)                 | 95 (35)                  | 90 (32)                  | 78 (26)                  | 69 (21)                  | 104 (40)                 |
| متوسط درجة الحرارة الكبرى °ف (°م)           | 43.0 (6.1)               | 47.1 (8.4)               | 53.9 (12.2)              | 61.4 (16.3)              | 71.1 (21.7)              | 81.3 (27.4)              | 88.9 (31.6)              | 86.9 (30.5)              | 79.3 (26.3)              | 67.7 (19.8)              | 53.2 (11.8)              | 44.3 (6.8)               | 64.8 (18.2)              |
| متوسط درجة الحرارة الصغرى °ف (°م)           | 14.6 (−9.7)              | 19.2 (−7.1)              | 23.7 (−4.6)              | 28.9 (−1.7)              | 36.5 (2.5)               | 43.7 (6.5)               | 50.3 (10.2)              | 48.7 (9.3)               | 40.9 (4.9)               | 31.7 (−0.2)              | 21.9 (−5.6)              | 15.0 (−9.4)              | 31.2 (−0.4)              |
| أدنى درجة حرارة °ف (°م)                     | −20 (−29)                | −12 (−24)                | −2 (−19)                 | −3 (−19)                 | 13 (−11)                 | 23 (−5)                  | 33 (1)                   | 32 (0)                   | 19 (−7)                  | 5 (−15)                  | −11 (−24)                | −18 (−28)                | −20 (−29)                |
| الهطول إنش (مم)                             | 0.78 (20)                | 0.85 (22)                | 1.00 (25)                | 0.98 (25)                | 0.95 (24)                | 0.82 (21)                | 0.69 (18)                | 0.87 (22)                | 0.77 (20)                | 0.92 (23)                | 0.69 (18)                | 0.73 (19)                | 10.04 (255)              |
| متوسط تساقط الثلوج إنش (سم)                 | 3.6 (9.1)                | 4.2 (11)                 | 3.8 (9.7)                | 2.2 (5.6)                | 0.5 (1.3)                | 0 (0)                    | 0 (0)                    | 0 (0)                    | 0 (0)                    | 0.1 (0.25)               | 1.6 (4.1)                | 3.9 (9.9)                | 19.9 (51)                |
| المصدر: The Western Regional Climate Center |                          |                          |                          |                          |                          |                          |                          |                          |                          |                          |                          |                          |                          |